# Валуевка (Ульяновская область)
Валуевка — упразднённое село в Кузоватовском районе Ульяновской области России. На момент упразднения входило в состав Уваровского сельского поселения.

## География
Село находилось на левом берегу реки Свияга, вблизи места впадения в последнюю ручья из оврага Трубецкой, в 4 км к северо-востоку от села Уваровка и в 20 км к северо-востоку от районного центра.

## История
В 1913 в русском деревне (сельце) Валуевка было 67 дворов. При деревне был хутор с мельницей и конезаводом дворянки В. М. Валуевой. Валуевка относилась к приходу Введенской церкви села Уваровка. Деревня входила в состав Сенгилеевского уезда Симбирской губернии. В советские годы являлось отделением совхоза «Коромысловский».
Исключена из учётных данных в 2002 году постановлением заксобрания Ульяновской области от 10.12.2002 г. № 066-ЗО.

## Население
В 1913 году в деревне проживало 377 человек. С 1995 года население в селе отсутвовало. По данным переписи 2002 года в селе отсутствовало постоянное население.